# Антикости
Антико́сти (фр. Île d'Anticosti, англ. Anticosti Island; в переводе с одного из индейских языков — «место, где охотятся на медведей») — крупный остров в заливе Святого Лаврентия в восточной Канаде, крупнейший остров провинции Квебек. Это 90-й по величине остров мира и 20-й в Канаде. В 2023 году внесён в список Всемирного наследия ЮНЕСКО.

## География
Остров расположен между 49° и 50° северной широты и между 61°40′ и 64°30′ западной долготы. Остров омывают холодные воды залива Святого Лаврентия. С севера отделён от материка (квебекского региона Кот-Нор или Северное побережье) проливом Жак Картье, а с юга (от также квебекского полуострова Гаспе) проливом Гонгедо.
Площадь острова 7892,53 км². Поверхность — равнина (высоты до 192 м), покрытая темно-хвойной тайгой; многочисленны болота.

## История
Остров Антикости открыт в 1534 году французом Жаком Картье.

### Антикости в «ЭСБЕ»
В начале XX века «Энциклопедический словарь Брокгауза и Ефрона» так описывал этот остров на своих страницах:

«Антикости (инд. Натикотек) — остров, принадлежащий к британ. североамериканской провинции Ньюфаундленд, близ устьев р. Св. Лаврентия, в заливе того же имени. Имеет 220 км длины, 50 — ширины и занимает площадь в 8150 кв. км. Северная часть острова высока и крута, южная низменна и окружена шхерами. Внутренность острова покрыта лесами, скалами и болотами, богата дичью и особенно дикими козами. А. имеет две гавани и три маяка. В прежнее время, за исключением 100 человек населения (из них 50 французов), занимавшихся спасанием потерпевших крушения судов, остров был совершенно необитаем. В летнее время 60—70 рыбачьих барок привозят сюда до 5000 рыбаков, которые остаются здесь 4—5 месяцев, образуя целый городок на берегу Ренарской бухты, но затем покидают остров на остальное время года. С тех пор как о. сделался собственностью компании, сюда переселилось довольно большее количество семейств из Канады».

## Население
Население всего острова сосредоточено в одном поселении — Пор-Менье, около 1 тыс. чел. (1965), 266 человек в 2001 (общеканадская перепись 2001 года). 98 % населения — квебекцы, франкоканадцы. Распространён французский язык.

## Хозяйственная деятельность
На территории острова ведутся лесозаготовки.